# Simulium armeniacum
Simulium armeniacum är en tvåvingeart som först beskrevs av Rubtsov 1955.  Simulium armeniacum ingår i släktet Simulium och familjen knott. Inga underarter finns listade i Catalogue of Life.